# Gajah Putih
Gajah Putih is een bestuurslaag in het regentschap Bener Meriah van de provincie Atjeh, Indonesië. Gajah Putih telt 670 inwoners (volkstelling 2010).